# In the Land of the Rising Sun
Renaissance in the Land of the Rising Sun is een  livealbum van de Britse / Amerikaanse muziekgroep Renaissance. Zangeres Annie Haslam woonde toen al een tijdje in de Verenigde Staten. Zij nam kennelijk het voortouw in deze reünie, want zij heeft samen met haar muzikale partner Teasr het album geproduceerd. Het bijbehorende studioalbum Tuscany is via een aantal concerten gepromoot, waarvan één in Tokio op 16 maart 2001 in de Koseinienkin Hall was. 

## Musici
- Annie Haslam - zang
- Michael Dunford – gitaren, zang
- Mickey Simmonds , Rave Tesar – toetsinstrumenten
- David Keyes - basgitaar
- Terence Sullivan – slagwerk, percussie

## Composities
Allen van Haslam en Dunford

| Nr. | Titel                                | Duur |
| --- | ------------------------------------ | ---- |
| 1.  | Carpet of the sun                    | 2:49 |
| 2.  | Opening out                          | 4:34 |
| 3.  | Midas Man                            | 8:31 |
| 4.  | Lady from Tuscany                    | 7:07 |
| 5.  | Pearls if wisdom                     | 4:41 |
| 6.  | Dear Landseer                        | 5:40 |
| 7.  | Northern lights                      | 4:21 |
| 8.  | Moonlight Shadow (van Mike Oldfield) | 4:08 |
| 9.  | Precious one                         | 4:48 |
| 10. | Ananda                               | 5:42 |

| Nr. | Titel              | Duur  |
| --- | ------------------ | ----- |
| 1.  | Mother Russia      | 10:31 |
| 2.  | Trip to the fair   | 11:52 |
| 3.  | One thousand roses | 7:53  |
| 4.  | I think of you     | 3:20  |
| 5.  | Ashes are burning  | 19:57 |

Studio: Renaissance (1969) · Illusion (1971) · Prologue (1972) · Ashes Are Burning (1973) · Turn of the Cards (1974) · Scheherazade and other stories (1975) · Novella (1977) · A Song for All Seasons (1978) · In the Beginning (1978) · Azure d'Or (1979) · Camera Camera (1981) · Time-Line (1983) · Tuscany (2000) · The Mystic and The Muse (ep) (2010) · Grandine il Vento (2012)
Annie Haslams Renaissance: Blessing in Disguise  (1994)
Michael Dunford's Renaissance: The Other Woman  (1994) · Ocean Gypsy (1997)
Live: Live at Carnegie Hall (1976) · Renaissance Live at the Royal Albert Hall (1977) · BBC Sessions (1999) · Day of the Dreamer (2000) · Renaissance Unplugged (2000) · In the Land of the Rising Sun (2002) · Dreams and Omens (2008) · Renaissance DeLane Lea Studios 1973 (2015) · A symphonic journey (2018)
Compilatie: Tales of 1001 Nights (Parts 1 and 2) (1990) · Da Capo (1995) · Songs from Renaissance Days (1997) · Live & Direct (2002)